# Modena Football Club 1926-1927
Questa voce raccoglie le informazioni riguardanti il Modena Football Club nelle competizioni ufficiali della stagione 1926-1927.

## Stagione
Per la Divisione Nazionale 1926-1927 fu incluso nel Girone A. Il club chiuse al 6º posto.

## Divise
| Prima divisa |

## Rosa
| N. |                   | Ruolo | Calciatore          |
| -- | ----------------- | ----- | ------------------- |
|    | Italia (bandiera) | P     | Fausto Brancolini   |
|    | Italia (bandiera) | P     | Arturo Policaro     |
|    | Italia (bandiera) | D     | Aldo Aimi           |
|    | Italia (bandiera) | D     | Enghel Barbieri     |
|    | Italia (bandiera) | D     | Fausto Boni         |
|    | Italia (bandiera) | D     | Vittorio Scacchetti |
|    | Italia (bandiera) | D     | Renzo Vandelli      |
|    | Italia (bandiera) | C     | Pio Roberto Alice   |
|    | Italia (bandiera) | C     | Giuseppe Mazzoli    |
|    | Italia (bandiera) | C     | Aldo Pedrazzi       |
|    | Italia (bandiera) | C     | Giorgio Tedeschini  |
|    | Italia (bandiera) | A     | Italo Breviglieri   |

| N. |                           | Ruolo | Calciatore           |
| -- | ------------------------- | ----- | -------------------- |
|    | Italia (bandiera)         | A     | Bruno Dugoni         |
|    | Italia (bandiera)         | A     | Giuseppe Forlivesi   |
|    | Cecoslovacchia (bandiera) | A     | Václav Hallinger     |
|    | Italia (bandiera)         | A     | Lidio Manzotti (II)  |
|    | Italia (bandiera)         | A     | Luciano Manzotti (I) |
|    | Italia (bandiera)         | A     | Alfredo Mazzoni      |
|    | Italia (bandiera)         | A     | Pietro Povero        |
|    | Italia (bandiera)         | A     | Bonifacio Scaltriti  |
|    | Italia (bandiera)         | A     | Gino Vandelli        |
|    | Italia (bandiera)         | A     | Luciano Vezzani      |
|    | Italia (bandiera)         | A     | Guglielmo Zanasi     |

## Statistiche

### Statistiche di squadra
| Competizione                   | Punti | Totale | Totale | Totale | Totale | Totale | Totale |
| Competizione                   | Punti | G      | V      | N      | P      | Gf     | Gs     |
| ------------------------------ | ----- | ------ | ------ | ------ | ------ | ------ | ------ |
| Divisione Nazionale - Girone A | 18    | 18     | 6      | 6      | 6      | 21     | 27     |
| Totale                         | 18    | 18     | 6      | 6      | 6      | 21     | 27     |